# ツルネン・マルテイ
ツルネン・マルテイ（本名弦念 丸呈、フィンランド語旧名:マルッティ・トゥルネン（Martti Turunen）、1940年4月30日 - ）は、フィンランド生まれの日本の政治家。神奈川県足柄下郡湯河原町在住。
ヨーロッパ出身の日本帰化者として初めての地方議会議員となり、その後初めて国会議員（参議院議員）に就任し、通算2期務めた。

## 略歴

### 経歴
- 1940年4月30日 フィンランドのクオピオ州（現北カルヤラ県）に生まれる。アルベルト・シュヴァイツァーに憧れ、宣教師を目指す。
- 1964年 社会福祉カレッジ卒業。
- 1968年 キリスト教（ルーテル教会）の宣教師としてフィンランド人の妻と来日。東京都豊島区池袋の宣教師館に住み、渋谷区の東京日本語学校で日本語を習得。
- 1970年 大分県別府市で児童福祉施設職員として働く。フィンランド人の妻と離婚。
- 1974年 宣教師を辞職。日本人女性と国際結婚して、長野県南安曇郡安曇村に転居した。その後英会話塾の講師に転身した。
- 1979年 日本に帰化。
- 1981年 神奈川県足柄下郡湯河原町に転居。
- 2013年 神奈川県鎌倉市西鎌倉に転居。

### 政歴
- 1992年3月22日 湯河原町議会議員選挙に無所属で出馬し、1,051票の4位で初当選。日本初の、欧米出身の地方議員となる。
- 1995年7月23日 第17回参議院議員通常選挙（神奈川県選挙区）に無所属で出馬。これに伴い町議を辞任。371,889票を得た斎藤勁（日本社会党）までが当選し、339,484票の次点で落選。
- 1998年7月12日 第18回参議院議員通常選挙（神奈川県選挙区）に無所属で出馬。定数3の選挙区で、2位当選の畑野君枝（日本共産党）が527,799票・3位当選の千葉景子（民主党）の510,371票に対し、502,712票を集めるも次点で落選。
- 2000年6月25日 第42回衆議院議員総選挙（神奈川17区）に民主党から出馬。140,236票を集めた河野洋平（自由民主党）に対し、85,227票の次点で落選。
- 2001年7月29日 第19回参議院議員通常選挙（比例区）に民主党から出馬。民主党は8議席を得るも、9位の次点で落選。
- 2002年2月8日 民主党比例区当選の大橋巨泉が1月29日に辞職したのに伴い、参議院議員に繰り上げ当選、日本初の欧米出身の国会議員となる。祖国フィンランドの「ヘルシンキ新聞」で大きく取り上げられる。
- 2007年7月29日 第21回参議院議員通常選挙（比例区）に民主党から出馬。242,742票を獲得し、6位で再選。
- 2010年10月 参議院災害対策特別委員会委員長に就任。
- 2013年7月21日 第23回参議院議員通常選挙（比例区）で落選し[2]、政界引退。
- 2013年秋の叙勲で旭日中綬章受章。

## 政治的主張
- 2003年に静岡空港建設反対の国会議員署名活動で署名者に加わっている[3]。
- 2003年6月、民主党の議員と大韓民国の議員との交流を深めることを目的とする「民主党日韓議員交流委員会」に参加。事務総長を務める。
- 2004年に超党派からなる有機農業推進議員連盟を設立し、同議連において、事務局長をつとめている[4][5]。
- 2006年 - 議員立法での有機農業推進法成立に関わる[5]。
- 2007年12月、在日本大韓民国青年会の主催する集会に同じく帰化日本人の国会議員である白眞勲と一緒に参加し、「日本の内なる国際化のためには定住外国人に地方参政権を与えるべきだ」との認識をあらためて表明した。
- 2008年1月、在日韓国人等に参政権を付与することを目的とする「在日韓国人をはじめとする永住外国人住民の法的地位向上を推進する議員連盟」に参加。
- 2013年3月14日、参議院議員会館（東京・永田町）開催の「排外・人種侮蔑デモに抗議する国会集会」を呼びかけた[6]。
- 自らも宣教師としての経歴を持ち、日韓キリスト教議員連盟に当初より参加している。
- 有機農業を推進し、「特定のものを推奨する立場にはないが、EMで実践している農家はあまり苦労しないで有機農業を実践している」と話している。世界救世教と協力関係にあるEM菌関連団体のイベントで講演等を行う[5]。

## 生活
- 来日当初は安価でボリューム満点の学生向けの定食屋で肉類をたくさん食べ、脂肪の摂り過ぎになっていた[7]。
- 鮪・ヒラマサ・烏賊・鯛・雲丹・蛸など、野菜のほか、魚肉以外の肉を使わない日本料理が大好きである[8]。魚肉以外の肉を食べない主義なので、食事に出た場合は魚肉以外の肉料理を食べない[9]。
- 趣味のひとつとして、湖に網を仕掛けて魚を捕ったり[10][11]、一本釣りで食べきれないほどの量の魚を釣りあげ料理を食べることなどを述べている[12][13]。
- 毎日、愛妻手作りの有機玄米弁当を持参して玄米を食べている[14]。
- 自宅に家庭菜園を持っているため、野菜はそれで事足りるという。贅沢を好まず、夫人は夜にスーパーが閉まる直前に行き、割引になっている魚、野菜、有機玄米、パンなどを買い、料理が得意な夫人はバランスを考えつつ、いかに安く美味しくできるかと工夫してくれていたという 。
- 議員宿舎で生活するようになってからは、食べ終わった後の生ごみを自宅に送り、それを肥料にしている。この生活のお陰で健康も最高の状態で維持されており、この生活を送れるのは妻のおかげであると『婦人之友』の中で紹介している。またソーラーパネルを設置し、電力を一部賄っている。
- 離婚したフィンランド人の妻との間に二女一男の3児がおり次女は作家で分子生物学者でもあるシニ・エゼル、日本人の妻・幸子との間に一男一女の2児がいる。幸子は夫の選挙に対し理解を示し、『清く、貧しく、潔く』（光文社刊 ISBN 978-4334973599）を著している。ツルネンと幸子の出会いは、看護婦をしていた幸子が27歳のとき、精神的不安定から睡眠薬の過剰摂取騒ぎを起こし、その入院中に、病院近くのキリスト教会に宣教師として赴任していたツルネンに電話相談したことがきっかけ[15]。
- 2002年に参議院当選後の資産公開では、預貯金総額21万円、借入金801万円と公表した。2008年の公開時には、預貯金総額1,746万円となっている。2002年に当選をしていなければ、借金の返済のために自宅を売ってあてていたであろうことを、幸子は著作で述べている。
- 2013年2月、フィンランド政府より、獅子勲章コマンダー章を授与される[16]。
- 有機農業を重視する世界救世教の信徒[17] であり、2007年の選挙ではいづのめ教団の支援を受けた[18]。
- 2017年現在は執筆活動を中心に活動しているが、執筆活動は午前中のみで午後は読書や家庭菜園の手入れなどをしている[19]。

## 文献

### 著書
- 青い目の議員がゆく（1993年 和田宗春 共著、はる書房 ISBN 978-4938133436）
- 日本人になりたい（フィンランド語版：WSOY出版（1994年）、日本語版：祥伝社（1993年） ISBN 978-4334973599）
- ツルネン国を創る（1995年 愛文書林）
- 青い目の国会議員いまだ誕生せず（1995年 ベネッセコーポレーション ISBN 978-4828817545）
- 地方政治ビッグバン（1999年 一章を担当、日本地域社会研究所 ISBN 978-4890227778）
- 日本人ツルネンマルテイ（1999年 加藤隆 共著、ミオシン出版 ISBN 4-88701-845-2）
- 「寝かせきり老人」をつくる国日本 つくらない国北欧（1999年 あすなろ書房 ISBN 978-4751520437）
- 大丈夫!（2001年 いしずえ ISBN 978-4900747289）
- そうだ、国会議員になろう（2003年 中経出版 ISBN 978-4806118084）
- 未来への選択 ツルネンマニフェスト（2004年 愛文書林）
- 日本一わかりやすい「日本」（2004年 明日香出版 ISBN 978-4756907882）
- ツルネンの人と地球のエコライフ（2008年 原書房 ISBN 978-4562041503）
- 自然に従う生き方と農法　ルオム（2009年 石井 茂 共著、戎光祥出版 ISBN 978-4864030083)
- ツルネンさんのルオム的生活のすすめ　～大震災が教えてくれたこと（2011年 石井 茂、カイサ カウット-コイブラ  共著、宮帯出版社 ISBN 978-4863668157)
- フィンランド人が語るリアルライフ 光もあれば影もある（2014年 新評論 ISBN 978-4-7948-0988-9）
- 使命 ツルネン・マルテイの自叙伝（2017年 皓星社 ISBN 978-4-7744-0648-0）

### 翻訳
フィンランド語への翻訳
- 源氏物語（紫式部）
- 世間胸算用（井原西鶴）
- 好色一代男（井原西鶴）
- 氷点、続氷点（三浦綾子）

日本語への翻訳
- 砂漠の鷲 アーロの冒険（シニ・エゼル）（2015年 新評論 ISBN 978-4-7948-1014-4）

### 関連文献
- 清く、貧しく、潔く（2002年 弦念幸子 著、光文社）